# John Keegan
Sir John Desmond Patrick Keegan (Clapham, (London), 1934. május 15. – Kilmington 2012. augusztus 2.) angol hadtörténész. Szakterülete a 20. századi háborúk története, de a prehisztorikus hadviseléstől máig bármilyen katonai témával szívesen foglalkozott. Széles körben ismert és elfogadott a szakterületén. Oktatói tevékenysége révén az ismeretterjesztésben olyan tapasztalatokra tett szert, amiket sikeres műveiben kamatoztatott.

## Élete
Ír katolikus családban, Chapman Keegan gyermekeként született. 13 éves korában tuberkulózis miatt kimaradt az iskolából, magántanulóként folytatta. Tanulmányait két éven át a wimbledoni középiskolában végezte, majd 1953-tól az oxfordi Balliol College-on folytatta. Két évig a londoni amerikai nagykövetségen dolgozott.
1960-ban tanári kinevezést kapott a sandhursti Királyi Katonai Akadémiától, ahol 26 éven át oktatott hadtörténetet. 1986-tól a Daily Telegraph katonai szakértője és a védelmi rovatvezetője volt. Princetonban és Cambridge-ben vendégtanárként tanított. Tagja volt a Királyi Irodalmi Társaságnak. 2000-ben lovagi címet kapott.
Annak ellenére, hogy Keegan hadtörténész és hadtörténetet oktató tanár volt, ő maga sohasem volt katona vagy vett részt háborúban. Ennek iróniájára több művének bevezetőjében kitért.

## Könyvei

### Angolul
- Barbarossa: Invasion of Russia, 1941 (New York, 1971) ISBN 0-345-02111-8
- Who Was Who In World War II (1978) ISBN 0-85368-182-1
- Six Armies in Normandy (1982) ISBN 0-14-005293-3
- The Illustrated Face of Battle (New York and London: Viking, 1988) ISBN 0-670-82703-7
- Warpaths (Pimlico, 1996) ISBN 1-84413-750-3
- Who's who in military history: From 1453 to the present day (London and New York: Routledge, 1996) (társszerző: Andrew Wheatcroft)
- The Battle for History: Refighting World War Two (Vintage, 1996) ISBN 0-679-76743-6
- Fields of Battle: The Wars for North America (1997) ISBN 0-679-74664-1
- War and Our World: The Reith Lectures 1998 (London: Pimlico, 1999) ISBN 0-375-70520-1
- The Book of War (Viking Press, 1999) ISBN 0-670-88804-4 (szerkesztette)
- Winston Churchill (2002) ISBN 0-670-03079-1
- The American Civil War (London, Hutchinson, 2009) ISBN 978-0-09-179483-5

### Magyarul
- Waterloo; ford. Bart István; Európa, Bp., 1990 (Mérleg)
- The Times atlasz. Második világháború; szerk. John Keegan; Akadémiai, Bp., 1995
- A tengeri hadviselés története; ford. Soproni András; Corvina, Bp., 1998 (Faktum) ISBN 963-13-4476-2 / The Price of Admiralty: War at Sea from Man-of-War to Submarine (London: Arrow Books Ltd., 1988) ISBN 0-09-173771-0
- Maszk. A parancsnoklás álarca. A hadvezéri mesterség Nagy Sándortól napjainkig; ford. Balanyi Bibiána, Molnár György, Aquila, Debrecen, 1998 (Aquila könyvek) ISBN 963-9073-35-0 / The Mask of Command (London, 1987) ISBN 0-7126-6526-9 (A parancsnoklás álarca. (2011) Budapest, Európa Kiadó ISBN 978-963-07-9119-9)
- A csata arca. A közkatonák háborúja, 1415–1976. Agincourt, Waterloo és a Somme; ford. Kőrös László; Aquila, Debrecen, 2000 ISBN 963-679-058-2 / The Face of Battle (London, 1976) ISBN 0-670-30432-8 (A Waterlooi csatáról szóló fejezet külön kiadásban is megjelent: Waterloo 1990, Budapest, Európa Könyvkiadó ISBN 963-075-098-8)
- A hadviselés története; ford. Bart István; Corvina, Bp., 2002 ISBN 963-13-5199-8 / A History of Warfare (London, 1993) ISBN 0-679-73082-6
- A második világháború; ford. Molnár György; Európa, Bp., 2003 ISBN 978-963-07-8457-3 / The Second World War (Viking Press, 1990) ISBN 0-670-82359-7
- Az iraki háború; ford. Molnár György; Európa, Bp., 2004 ISBN 963-07-7690-1 / The Iraq War (2004) ISBN 0-09-180018-8
- A háborús felderítés. Az ellenség megismerése Napóleontól az al-Kaidáig; ford. Molnár György; Európa, Bp., 2005 ISBN 963-07-7897-1 / Intelligence in War: Knowledge of the Enemy from Napoleon to Al-Qaeda (2003) ISBN 0-375-40053-2
- Az első világháború; ford. Molnár György; Európa, Bp., 2010 ISBN 978-963-07-8896-0 / The First World War (New York: Knopf, 1999) ISBN 0-375-40052-4
- Az amerikai polgárháború; ford. Molnár György; Akadémiai, Bp., 2012 (Hadiakadémia) ISBN 9789630592031 / The American Civil War (London, Hutchinson, 2009) ISBN 978-0-09-179483-5
- Hat hadsereg Normandiában. A D-naptól Párizs felszabadításáig. 1944. június 6.–1944. augusztus 25.; ford. Molnár György, Kőrös László; Akadémiai, Bp., 2016 (Hadiakadémia)